# Фраскино, Роберт
Ро́берт Дже́ймс Фраски́но (англ. Robert James Frascino; 12 июня 1952, Рочестер, штат Нью-Йорк, США — 17 сентября 2011, Маунтин-Вью, штат Калифорния, США) — американский врач, специализировавшийся в области иммунологии. СПИД-активист. В начале 1980-х годов одним из первых стал исследовать ВИЧ. В 1991 году заразился во время профессионального контакта с ВИЧ-инфицированным пациентом. Был вынужден прекратить медицинскую практику и занялся гражданским активизмом. В 1999 году стал соучредителем некоммерческой организации «Фонд Роберта Джеймса Фраскино по борьбе со СПИДом», которая собирает пожертвования для оказания помощи в лечении ВИЧ-инфицированным людям и финансирования образовательных программ по ВИЧ / СПИДу во всём мире. В качестве пианиста ежегодно выступал с другими музыкантами на благотворительном концерте «Согласованные усилия». В 2000—2011 годах консультировал посетителей двух информационных форумов просветительского ресурса по ВИЧ / СПИДу.

## Биография

### Личная жизнь
Родился 12 июня 1952 года в городе Рочестер в семье Анджело и Дженни Фраскино. Открытый гомосексуал. В 1991 году на работе познакомился с коллегой Стивеном Наттерстэдом, с которым в 1993 году вступил в отношения. Пара сочеталась браком 31 октября 2008 года. Супруги проживали в городе Лос-Альтос, в штате Калифорния. Как и Фраскино, Наттерстэд также являлся специалистом по диагностике и лечению ВИЧ и концертным пианистом. Он оставался ВИЧ-отрицательным на протяжении всего времени их совместной жизни. Помимо работы в качестве президента медицинской группы Фраскино в Лос-Альтосе, Наттерстэд исполнял обязанности вице-президента «Фонда Роберта Джеймса Фраскино по борьбе со СПИДом» и вёл консультации на форумах сайта «Тело» на испанском и итальянском языках.
Семья, друзья, коллеги и читатели «Тела» отмечали постоянный оптимизм, с которым Фраскино относился к своей болезни, и сам он нередко говорил о том, что доволен жизнью. С момента инфицирования в 1991 году и до 1996 года его здоровье постоянно ухудшалось. Но с 1996 года, когда пациентам с ВИЧ / СПИДом стала доступна высокоактивная антиретровирусная терапия, новые препараты резко улучшили его состояние. Однако, в отличие от лекарств, которые он принимал ранее, новые лекарства вызывали гораздо более сильные побочные эффекты. В 2008 году Фраскино принимал двадцать шесть антиретровирусных таблеток в день, чтобы сдерживать распространение вируса; в 2010 году их число увеличилось до тридцати. Он оставил активную работу в своём фонде и консультации на сайте за три дня до своей смерти.
Вечером 16 сентября 2011 года, накануне очередного благотворительного концерта, Фраскино почувствовал озноб во время ужина после репетиции. Всю ночь и до следующего утра у него была лихорадка, но симптомы его не тревожили, он думал, что, возможно, заболел гриппом. Однако, когда позже в тот же день он начал испытывать сильную боль в пояснице, супруг и сестра, Линда Фраскино, отвезли его в отделение скорой помощи, где у него обнаружили низкое кровяное давление. Фраскино поместили на искусственную вентиляцию легких. Два с половиной часа спустя, 17 сентября 2011 года, он был объявлен умершим. Официальной причиной смерти был указан бактериальный сепсис.

### Образование и карьера
В раннем возрасте Фраскино показал способности к музыке. Получив среднее образование, стал стипендиатом музыкальных курсов Рочестерского университета, но, интересуясь также наукой, перешёл в Оберлин-колледж, где изучал музыку и биологию. В 1974 году защитил степень бакалавра биологии с отличием. Продолжил образование в медицинской школе Университета Цинциннати, которое завершил, получив степень доктора медицины. После прохождения интернатуры и резидентуры в Детской больнице Окленда, поступил в постдокторантуру Калифорнийского университета в Сан-Франциско
.
В начале 1980-х годов Фраскино стал одним из первых врачей, начавших исследования вируса иммунодефицита человека, в связи разразившейся в США пандемией. Он заканчивал докторантуру в Сан-Франциско, когда в этом городе были выявлены первые пациенты с этим диагнозом. Как клинический иммунолог Фраскино начал регулярно посещать больных СПИДом. В 1983—2001 годах он работал доцентом клинической медицины в отделении иммунологии, ревматологии и аллергии медицинского центра Стэнфордского университета. За это время им был основан медицинский центр с двумя клиниками, посвящёнными уходу за пациентами с ВИЧ / СПИДом. Он также возглавлял исследования, посвящённые проблемам онкологии и иммунологии.
В 1991 году в клинике Саннивейла Фраскино заразился ВИЧ, когда набирал жидкость из волдыря ВИЧ-инфицированного пациента; пациент дёрнулся, вонзив иглу в руку доктора в перчатке. Несмотря на немедленное получение профилактических противовирусных препаратов, тест, взятый у него через несколько недель, показал положительный результат на ВИЧ. В 1996 году Фраскино пришлось оставить медицинскую практику из-за проблем со здоровьем. В том же году он и его партнёр, доктор Стивен Наттерстэд, провели в своём доме небольшую благотворительную акцию. Они играли для гостей на пианино, чтобы собрать деньги для местной группы по борьбе со СПИДом. Успех этого мероприятия вдохновил их на создание организации с целью оказания помощи ВИЧ-инфицированным людям, повышения осведомленности об эпидемии ВИЧ / СПИДа посредством пропаганды и образования. В 1999 году ими был основан «Фонд Роберта Джеймса Фраскино по борьбе со СПИДом». Каждый год Фраскино и Наттерстэд, вместе с профессором Консерватории Сан-Франциско Уильямом Уэлборном и другими музыкантами, давали благотворительный концерт «Совместные усилия», доходы от которого перечислялись в основанный ими фонд. За 1999—2011 годы «Фонд Роберта Джеймса Фраскино по борьбе со СПИДом» для своих целей собрал более 1 500 000 долларов. Бенефициарами фонда были и являются программы по уходу за хосписами в Лос-Анджелесе, образовательные программы по СПИДу в начальных школах Мендосино, педиатрическая программа в Детской больнице Окленда, Юридические службы по помощи людям с ВИЧ / СПИДом в Сан-Хосе и программы помощи ВИЧ-положительным женщинам в странах к югу от Сахары в Африке, которым фонд предоставляет лекарства, снижающие вероятность передачи болезни детям во время родов.
В мае 2000 года Фраскино начал консультации на двух форумах сайта «Тело» (англ. TheBody), широко известном ресурсе о ВИЧ / СПИДе, финансируемом компанией «Медиа охраны здоровья» (англ. Remedy Health Media). Его форумы были посвящены безопасному сексу и профилактике ВИЧ, а также усталости и анемии. Фраскино свободно владел английским и французским языками и отвечал на вопросы посетителей сайта на французском и английском языках. За одиннадцать лет он ответил примерно на тридцать тысяч вопросов. В течение последних десяти месяцев жизни Фраскино, или «Доктор Боб», как его называли в онлайн-сообществе, регулярно публиковал блог под названием «Жизнь, любовь, секс, ВИЧ и другие незапланированные события».
Фраскино был сотрудником Американской академии аллергии, астмы и иммунологии и Американской академии педиатрии. Он также был членом Американской академии медицины ВИЧ. В 2004 году вошёл в попечительский совет Оберлин-колледжа. Кроме того, он был президентом Калифорнийского общества аллергии, астмы и клинической иммунологии, Ассоциации аллергиков и иммунологов Северной Калифорнии и Фонда аллергии, астмы и иммунологии Северной Калифорнии. Некоторое время служил председателем рабочей группы по СПИДу Медицинского общества округа Санта-Клара. Участвовал в исследованиях и многочисленных клинических испытаниях, посвящённых проблемам ВИЧ. Его статьи о разработке новых методов лечения и проблемах качества жизни людей, живущих с ВИЧ были опубликованы изданиями «Международный журнал ЗППП и СПИД», «Западный медицинский журнал», «Журнал СПИД» и «Кровь».

## Награды
В 1997 году Национальное общество руководителей по сбору благотворительных средств вручило Фраскино и Наттерстэду награду «Почетный лауреат» за филантропию в Кремниевой долине. В том же году Фраскино получил награду за выдающийся вклад в медицинское образование от Медицинской ассоциации округа Санта-Клара. В 2002 году Глобальный совет по здравоохранению вручил Фраскино премию Бобби Кэмпбелл, как герою борьбы со СПИДом на Международном мероприятии по борьбе со СПИДом при свечах в Сан-Франциско. Губернатор Калифорнии Грей Дэвис и мэр Сан-Франциско Уилли Браун направили ему личные письма, поздравив с этой наградой.